# Macrolopha limbata
Macrolopha limbata es una especie de coleóptero de la familia Megalopodidae.

## Distribución geográfica
Habita en el Congo.